# Hollow Knight: Silksong
Hollow Knight: Silksong ist ein in der Entwicklung befindliches Videospiel, welches von Team Cherry entwickelt und auf Windows, macOS, Linux, PlayStation 4, PlayStation 5, Nintendo Switch, Nintendo Switch 2, Xbox One und Xbox Series X/S veröffentlicht wird. Es wurde am 14. Februar 2019 angekündigt und ist der Nachfolger des 2017 erschienenen Spiels Hollow Knight. Es wurde bekannt gegeben, dass es im Jahr 2025 erscheinen wird.

## Gameplay
Hollow Knight: Silksong ist wie sein Vorgänger Hollow Knight ein 2D-Metroidvania, mit Jump-’n’-Run- und Combat-Elementen. Die Protagonistin Hornet ist im Gegensatz zum Knight sehr agil und bewegt sich daher schnell, was es neben der sofortigen Heilmöglichkeit stark vom Vorgänger unterscheidet.
Team Cherry berichten von einem sich sehr groß aufbauendem Spiel, das bereits 165 neue Gegner und 100 Bänke zählen kann, während der Vorgänger lediglich 51 aufweisen kann.
Silksong wird einen zusätzlichen Modus, namens „Silk Soul mode“ (deutscher Name noch nicht bekannt), beinhalten. Zwar wird er dem „Seele aus Stahl-Modus“ aus Hollow Knight sehr ähneln, indem das Hauptfeature des permanenten Todes bleibt, es sollen jedoch weitere Elemente hinzukommen, die allerdings noch nicht bekannt sind.

## Vorgeschichte
Hornet ist gefangen und wird in ein unbekanntes Königreich namens Pharloom gebracht, welchem man nachsagt, es sei von „Silk and Song“ (deutsche Übersetzung noch nicht bekannt) heimgesucht.

## Entwicklung
Hollow Knight: Silksong wurde am 14. Februar 2019 in einem Trailer angekündigt, der auf dem YouTube-Kanal Nintendo of America und der des Entwicklerstudios Team Cherry veröffentlicht wurde.
Hollow Knight startete als Kickstarter-Projekt und die Entwickler versprachen bei einer Marke von 56.000 $ einen zweiten spielbaren Charakter, Hornet, ins Spiel durch ein DLC einzufügen. Da dies für ein DLC aber zu groß war, entschloss man sich dazu, aus dem DLC ein neues Spiel zu machen. Noch vor der Ankündigung veröffentlichte Team Cherry Charakteranimationen für Hornet und Steel Assassin Sharpe (deutscher Name noch nicht bekannt), ein Bösewicht des Spiels.
Das nächste Update von Team Cherry über das Spiel war im März 2019, dort veröffentlichten sie Bilder und Beschreibungen von Charakteren, die im Spiel Erscheinung finden werden. Sie bedankten sich außerdem für die Unterstützung der Fans über die Ankündigung von Silksong.
Im Dezember 2019 veröffentlichte Team Cherry auf ihrer offiziellen Website den Titel „Lace“ als eine Preview des von Christopher Larkin komponierten Soundtracks und ein Update über die Gegner. Man zeigte hier ein Gegnertrio, deren Namen noch nicht bekannt sind.
Der im Februar 2022 veröffentlichte PC-Gamer-Artikel enthält Informationen des Co-Directors William Pellen, der die Entwicklung von Silksong, trotz der geringen Updates seit Dezember 2019, bestätigt. Weitere Informationen würden erscheinen, sobald die Veröffentlichung des Spiels zeitlich näher tritt.
In einem Instagram-Post vom 15. März 2022 von der Synchronsprecherin Hornets, Makoto Koji, bestätigt sie, die Vertonung von Hornet abgeschlossen zu haben.
Der Xbox & Bethesda Games Showcase am 12. Juni 2022 zeigte einen neuen Trailer zu Silksong, sodass das Spiel auf dem Xbox Game Pass ebenfalls veröffentlicht wird. Im Trailer war allerdings kein Veröffentlichungsdatum zu sehen. Jedoch bestätigte der offizielle Xbox Twitter-Account, dass die gezeigten Spiele innerhalb der nächsten 12 Monate veröffentlicht werden würden. Silksongs Veröffentlichung würde damit vor dem 13. Juni 2023 liegen. Team Cherrys Marketing und Publishing Manager Matthew Griffin verkündete eine Verschiebung der Veröffentlichung, sodass der 12. Juni 2023, oder früher, als Erscheinungsdatum nicht wahrgenommen werden könne, auf Twitter schrieb er: „We had planned to release in the first half of 2023, but development is still continuing.“ (zu dt.: Wir haben geplant, dass die Veröffentlichung in der ersten Hälfte 2023 erfolgt, aber die Entwicklung läuft immer noch.)
Am 16. September 2022 bestätigt Sony, dass Silksong auch für die PlayStation 4 und PlayStation 5 erscheinen werde.
In der Nintendo Direct vom 2. April 2025 wird Hollow Knight: Silksong in einem Kurzausschnitt gezeigt und bestätigt 2025 für die Veröffentlichung.
Am 8. Juni 2025 wurde im Xbox Game Showcase der kommende Xbox-Handheld vorgestellt, mit einem Verkaufsstart "Holiday 2025", somit zum Weihnachtsgeschäft 2025.
Im Trailer wurde u. a. Silksong als Spiel gezeigt, mit der Aussage, dass dieser Titel auch zum Verkaufsstart für den kommenden Xbox-Handheld erhältlich sein wird.
Genauere Angaben zu einem Veröffentlichungstermin gab es nicht.

## Rezeption
Im Mai 2022 erhielt Hollow Knight: Silksong den Award „Most Anticipated Game“ (zu dt.: meist erwartete Spiel) von Unity. Team Cherry dankte der Community für ihre Unterstützung und sagten „It can't be too much longer, surely!“ (zu dt.: Es kann nicht mehr zu lang sein, bestimmt!).
Den gleichen Preis erhielt Hollow Knight: Silksong auch zwei Jahre später im Oktober 2024.